# Großsteingrab Siggen
Das Großsteingrab Siggen ist eine megalithische Grabanlage der jungsteinzeitlichen Trichterbecherkultur bei Siggen, einem Ortsteil von Heringsdorf im Kreis Ostholstein in Schleswig-Holstein.

## Lage
Das Grab befindet sich südöstlich von Siggen im Waldstück Großes Holz. 440 m südsüdwestlich liegen die Großsteingräber bei Süssau.

## Beschreibung
Die Anlage besitzt ein ost-westlich orientiertes Hünenbett mit einer Länge von etwa 50 m und einer Breite zwischen 5 m und 6 m. An den Langseiten, besonders an der Nordseite, sind noch zahlreiche Umfassungssteine erhalten. Die Hügelschüttung ist recht niedrig. Eine Grabkammer ist nicht zu erkennen.